# INaturalist
iNaturalist je družbeno omrežje naravoslovcev, ljubiteljskih znanstvenikov in biologov, ki temelji na konceptu kartiranja in izmenjave opazovanj biotske raznovrstnosti po vsem svetu. Dostopen je na spletišču in z mobilnimi aplikacijami. Od februarja 2021 so uporabniki omrežja iNaturalist prispevali približno 66 milijonov opazovanj rastlin, živali, gliv in drugih organizmov po vsem svetu, v zadnjih 30 dneh pa je bilo aktivnih približno 130.000 uporabnikov.
iNaturalist se opisuje kot »spletno družbeno omrežje ljudi, ki si izmenjujejo informacije o biotski raznovrstnosti z namenom medsebojne pomoči pri spoznavanju narave«, njegov glavni cilj pa je povezati ljudi z naravo. Čeprav sam ni znanstveni projekt, je iNaturalist platforma za znanstvena in ohranitvena prizadevanja, ki zagotavlja dragocene odprte podatke za raziskovalne projekte, upravljavce zemljišč, druge organizacije in javnost. To je glavna aplikacija za množičene podatke o biotski raznovrstnosti v krajih, kot so Mehika, Južna Afrika in Avstralija, projekt pa so označili kot »nosilec standarda za naravoslovne mobilne aplikacije«.

## Zgodovina
iNaturalist se je začel leta 2008 kot zaključni projekt Nateja Agrina, Jessice Kline in Ken-ichija Uede s Fakultete za informatiko Univerze Kalifornije v Berkeleyju. Nate Agrin in Ken-ichi Ueda sta delo na spletišču nadaljevala delo v sodelovanju s spletnim razvijalcem Seanom McGregorjem. Leta 2011 je Ueda začel sodelovati s Scottom Loariejem, raziskovalcem na Univerzi Stanford in predavateljem na Univerzi Kalifornije. Ueda in Loarie sta zdaj sodirektorja omrežja iNaturalist.org. Organizacija se je 24. aprila 2014 združila s Kalifornijsko akademijo znanosti. Leta 2017 je iNaturalist postal skupni projekt Kalifornijske akademije znanosti in društva National Geographic Society.
Od leta 2012 se število udeležencev in opazovanj vsako leto približno podvoji. Leta 2014 je iNaturalist dosegel milijon opazovanj, februarja 2021 pa 66 milijonov opazovanj.

## Platforme
Uporabniki lahko z iNaturalistom sodelujejo na več načinov:
- prek spletnega mesta iNaturalist.org,
- prek dveh mobilnih aplikacij: iNaturalist (iOS/Android)[3][4] in Seek (iOS/Android),[15][16] ali
- prek partnerskih organizacij, kot je spletno mesto Global Biodiversity Information Facility.[7]

Na spletnem mestu iNaturalist.org lahko obiskovalci iščejo po javnem naboru podatkov in medsebojno komunicirajo ter dodajajo opazovanja in identifikacije. Spletno mesto ponuja registriranim uporabnikom orodja za dodajanje, prepoznavanje in razpravljanje o opazovanjih, pisanje objav v revijah, raziskovanje informacij o vrstah in ustvarjanje projektnih strani za zaposlovanje in usklajevanje dela na njihovih zanimivih temah.
V mobilni aplikaciji iNaturalist lahko registrirani uporabniki ustvarijo in delijo opazovanja narave s spletnim naborom podatkov, raziskujejo bližnja opazovanja in spoznavajo različne vrste.
Aplikacija Seek, ki je namenjena otrokom in družinam, ne zahteva registracije spletnega računa, vsa opazovanja pa lahko ostanejo zasebna. Zasnovana je za igranje in vključuje seznam bližnjih organizmov za iskanje ter spodbuja zbiranje značk in sodelovanje v izzivih. Seek je bil prvič izdan spomladi leta 2018.

## Opazovanja
Platforma iNaturalist temelji na množičnem izvajanju opazovanj in identifikacij. Opazovanje v iNaturalistu pomeni človekovo srečanje s posameznim organizmom v določenem času in na določenem kraju. Opazovanje v iNaturalistu lahko vključuje tudi dokaze o prisotnosti organizma, kot so živalske sledi, gnezda ali iztrebki. Področje uporabe iNaturalista izključuje naravne, toda inertne predmete, kot so geološke ali hidrološke značilnosti. Uporabniki kot dokaz za svoje ugotovitve običajno naložijo fotografije, vendar so sprejemljivi tudi zvočni posnetki in taki dokazi niso stroga zahtevani. Uporabniki lahko lokacije opazovanja delijo javno, jih "zakrijejo", da prikažejo manj natančno lokacijo, ali pa lokacije naredijo popolnoma zasebne.
Uporabniki iNaturalista drug drugemu dodajajo identifikacije, da bi potrdili ali izboljšali prepoznavo opazovanja. Opazovanja se na podlagi kakovosti posredovanih podatkov in postopka identifikacije v skupnosti razvrščajo kot »Priložnostno«, »Potrebuje ID« (potrebna je identifikacija) ali »raziskovalna raven«. Iz iNaturalista se lahko prenesejo podatki vsake kakovosti, opazovanja »raziskovalne ravni« pa se pogosto vključujejo v druge spletne zbirke podatkov, kot sta The Global Biodiversity Information Facility in Atlas of Living Australia.

## Avtomatizirana identifikacija vrst
Poleg opazovanj, ki jih identificirajo drugi člani skupnosti, iNaturalist vklučuje tudi avtomatizirano orodje za identifikacijo vrst, ki je bilo prvič objavljeno leta 2017. Slike je mogoče prepoznavati z modelom računalniškega vida, ki so ga izurili na veliki podatkovni zbirki opazovanj v iNaturalistu. Če gre za sliko vrste z manj opazovanji, ki jo je težko določiti samo z uporabo slik, ali če je slika slabo osvetljena, zamegljena ali vsebuje več predmetov, je lahko določitev vrste za model težka in jo lahko prepozna napačno. Več predlaganih vrst je običajno razvrščenih tako, da je predlog, ki ga programje šteje za najverjetnejšega, naveden na vrhu seznama. Če model ne more določiti vrste, je običajno na voljo širši takson, npr. rod ali družina. Model se posodablja enkrat ali dvakrat na leto, prag za vrste, ki so vključene v sklop za urjenje, pa se je sčasoma spreminjal.

## Projekti
Uporabniki so na iNaturalistu ustvarili in prispevali več deset tisoč različnih projektov. Platforma se običajno uporablja za beleženje opazovanj pri biokartiranjih, ki so dogodki biološkega kartiranja, pri katerih poskušajo zabeležiti vse vrste na določenem območju, in so v iNaturalistu posebna vrsta projekta. Druge vrste projektov vključujejo zbirke opazovanj po lokacijah ali taksonih ali dokumentiranje posebnih vrst opazovanj, kot so živalske sledi in znaki, razširjenost invazivnih vrst, cestni pomori, ribiški ulov ali odkrivanje novih vrst. Leta 2011 so iNaturalist uporabili kot platformo za izvedbo globalnih biokartiranj dvoživk in plazilcev, v katerih so z opazovanji spremljali svetovno pojavnost in razširjenost plazilcev in dvoživk. Leta 2016 je z Inaturalistom pri beleženju opazovanj v okviru biokartiranja nacionalnih parkov sodelovala ameriška Nacionalna parkovna služba. Ta projekt je avgusta 2016 presegel 100.000 opazovanj. Leta 2017 se je z iNaturalistom pri praznovanju svetovnega dneva okolja povezal program Združenih narodov za okolje.
Leta 2016 sta Lila Higgins iz Naravoslovnega muzeja Okrožja Los Angeles in Alison Young s Kalifornijske akademije znanosti zasnovali projekt City Nature Challenge (CNC, Izziv mestne narave). Pri prvem izzivu CNC so naravoslovci v Los Angelesu in na območju Sanfranciškega zaliva s platformo iNaturalist dokumentirali več kot 20.000 opazovanj. Leta 2017 se je izziv CNC razširil na 16 mest po ZDA, pri čemer so v 5 dneh zbrali več kot 125.000 opazovanj prostoživečih živali. Izziv CNC se je leta 2018 razširil na svetovno občinstvo; v njem je sodelovalo 68 mest iz 19 držav, pri čemer so nekatera mesta za sodelovanje uporabljala druge skupnostne znanstvene platforme. V 4 dneh je več kot 17.000 ljudi v urbanih regijah po vsem svetu katalogiziralo več kot 440.000 opazovanj narave. Leta 2019 se je izziv CNC spet razširil, saj je v 159 mestih 35.000 udeležencev zbralo 964.000 opazovanj več kot 31.000 vrst. Čeprav je bilo pri izzivu City Nature Challenge 2020, ki je potekal med pandemijo COVID-19 (ko se je CNC iz tekmovalnega preoblikoval v sodelovalni projekt), dokumentiranih manj opazovanj, je pri njem sodelovalo več mest in prebivalcev ter je bilo odkritih več vrst kot v prejšnjih letih.

## Licenciranje
Uporabniki lahko opazovanja, fotografije in zvočne posnetke licencirajo na več načinov. Tako jih lahko uvrstijo v javno domeno, objavijo pod licencami Creative Commons ali jih objavijo s pridržanjem vseh pravic. Da bi spodbudil izmenjavo informacij in zmanjšali stroške, iNaturalist spodbuja uporabnike, da predstavnostno gradivo objavijo pod licencami Creative Commons. Privzeta licenca je Creative Commons Priznanje avtorstva-Nekomercialno, kar pomeni, da lahko drugi predstavnostno vsebino kopirajo, redistribuirajo, prerazporejajo, preoblikujejo in nadgrajujejo, če pri tem ustrezno navedejo avtorja, spremembe in povezavo na licenco ter je ne uporabljajo v pridobitni namen.
Opazovanja in predstavnostno gradivo, ki so objavljeni pod licencami Creative Commons, se pogosto delijo drugje, vključno z GBIF (razen licenc, ki zahtevajo deljenje pod enakimi pogoji ali prepovedujejo predelavo), projektom Atlas of Living Australia in Wikipedijo (razen licenc, ki uporabo omejujejo na nepridobitni namen ali ki prepovedujejo predelavo), pri čemer se uporabljajo običajni uvoz ali uporabniški skripti, kot sta iNaturalist2Commons in Wiki Loves iNaturalist.

## Grafikoni
- Pollogaritemski grafikon letnih sprememb števila opazovanih vrst (v tisočih; zeleno) in števila »preverljivih« (tj. brez odbitkov pri oceni kakovosti podatkov) opazovanj (v milijonih; črna)
- Relativni deleži preverljivih opazovanj po taksonomskih skupinah (april 2021)
- Relativni deleži preverljivih opazovanj po celinah (april 2021)